# Landim
Landim es una freguesia portuguesa del concelho de Vila Nova de Famalicão, con 4,55 km² de superficie y 2.852 habitantes (2001). Su densidad de población es de 626,8 hab/km².